# Гамильтоны (фильм)
«Гамильтоны» (англ. The Hamiltons) — американский фильм, вышедший на экраны в 2006 году.

## Сюжет
Довольно странная семья Гамильтонов, состоящая из трёх братьев и сестры, после гибели родителей переезжает в другой город. Старший брат Дэвид, взявший на себя функции главы семейства, и отличающиеся особой жестокостью и склонностью к инцесту близнецы Уэндэлл и Дарлена держат в тайной комнате двух похищенных девушек, над которыми постоянно издеваются. Лишь младший брат, Френсис, выражает сочувствие несчастным. Но на все их мольбы о помощи он отвечает, что против семьи пойти не может…
По ходу действия становится понятно, что Гамильтоны — не просто семейка больных маньяков и извращенцев, а создания, имеющие лишь внешнее сходство с людьми…

## В ролях
| Актёр            | Персонаж          | Имя актёра в оригинале |
| ---------------- | ----------------- | ---------------------- |
| Кори Кнауф       | Френсис Гамильтон | Cory Knauf             |
| Сэмюэл Чайлд     | Дэвид Гамильтон   | Samuel Child           |
| Джозеф МакКелхир | Уэндэлл Гамильтон | Joseph McKelheer       |
| Маккензи Фиргенз | Дарлена Гамильтон | Mackenzie Firgens      |
| Бриттани Дэниэл  | Дэни Каммингс     | Brittany Daniel        |

## Продолжение
В 2012 году вышел второй фильм про семью Гамильтонов — «The Thompsons: The Hamiltons 2»